# Hetin, Banatul Central
Hetin (maghiară Tamásfalva, germană Tomsdorf) este o localitate în partea de nord-est a Serbiei, în Districtul Banatul Central, la nord de Canalul Bega, pe granița cu România.

## Istoric
Aici și în satul învecinat Cenei a avut loc în anul 1696 Bătălia de pe râul Bega.